# Friedrich I. (Salzburg)
Friedrich († 1. Mai 991 in Salzburg) war ein Salzburger Erzbischof und Abt des Stiftes St. Peter im 10. Jahrhundert.

## Leben
Friedrich I. entstammte dem Geschlecht der Sighardinger (das nach einem Leitnamen der Sippe benannt ist) und damit ebenfalls dem bayrischen Hochadel. Dieses Geschlecht hatte durch viele Generationen Grafschaften im Chiemgau und Salzburggau (heute Flachgau und Rupertigau) verwaltet. Die Wahl dieses Erzbischofs erfolge nach dreijähriger Vakanz auf der Synode von Ingelheim, maßgeblich auf Betreiben Ottos des Großen.
961 begleitete dieser treue Diener des späteren Kaisers Otto nach Italien und mit höchster Wahrscheinlichkeit auch zur Kaiserkrönung, die Papst Johannes XII. am 2. Februar 962 vornahm. Fünf Tage nach der Kaiserkrönung bestätigte der Papst Friedrich I. alle Rechte und Besitzungen des Erzstiftes, darunter auch die von Papst Agapit II. gegen einen jährlichen Pachtschilling überlassenen Patrimonien in Bayern. Der feierliche Gebrauch des Palliums, das Friedrich schon 958 verliehen worden war, wurde ihm nun für weitere 4 Festtage im Jahreskreis gestattet. Anlässlich der Synode von Ravenna 967, in der die Androhung des Bannes gegenüber Herold wiederholt wurde, hat der Papst Friedrich I. ausdrücklich als ehrwürdigen und lobenswerten Mann gelobt.
967 zog Friedrich mit dem Kaiser erneut nach Italien, wobei er auch die 70 Panzerreiter, die Friedrich für die Kriege Ottos zu stellen hatte, persönlich dem Kaiser überbrachte. Im Krieg Heinrich des Zänkers gegen den Kaiser war er eine verlässliche Stütze des Kaisers. So ist verständlich, dass Otto den Salzburger Erzbischof mit verschiedenen neuen Gunsterweisungen in Form von Gütern für das Erzstift belohnte, vor allem mit dem Besitz zu Grabenstätt im Chiemgau und der (unter Herold eingezogenen Abtei) Herrenchiemsee, die später den Grundstock des umfangreichen Besitzes des Salzburger Domkapitels im Chiemgau bilden sollte. Auch ein Forstgebiet an der Traun und weitere Salzrechte in Reichenhall erhielt der Erzbischof.
Die Rolle Friedrichs I. war damit die eines sehr typischen ottonischen Reichsbischofs, der primäre Aufgaben des Kaisers übernahm, denselben bei Heerzügen begleitete, bei Aufständen unterstützte und daher nur beschränkt Zeit fand, auch als Kirchenoberhaupt in seiner Erzdiözese zu wirken und zu gestalten.
Im Zuge der inneren Kirchenreform hielt er es aber für angebracht, die Aufgaben als Abt von St. Peter von jenen des Erzbischofs zu trennen. Er berief daher den hochgebildeten Mönch Tito aus dem Kloster St. Emmeran als neuen Abt nach St. Peter. Friedrich trennte dabei auch die bisherige räumliche Einheit von Kloster und den Amtsräumen des Erzbischofs. Bis 987 war die Domkirche gleichzeitig die Klosterkirche von St. Peter. Das Kloster erhielt nun Grund am Mönchsbergfelsen nächst den Salzburger Katakomben zugewiesen, wo zuvor schon ein alter Friedhof bestanden hatte, wo bald ein neues Klostergebäude und danach auch eine neue Klosterkirche entstand.